# Adriano Torres
Adriano Galang Torres jr. (* 1916; † 11. Januar 1997 in Manila) war ein Badmintonspieler von den Philippinen. 

## Karriere
Adriano Torres war neben Sy Khim Piao der bedeutendste Badmintonspieler der Philippinen in den 1950er Jahren. Die philippinischen Meisterschaften im Badminton gewann er im Herreneinzel 1949, 1950, 1953, 1954, 1957 und 1958. Im Doppel mit Raymond Bayot war er viermal in Folge von 1954 bis 1957 erfolgreich. Die Mixedkonkurrenz gewann er 1953 mit Consuelo G. Paredes.

## Referenzen
- Jorge Afable (Ed.): Philippine sports greats. Mandaluyong, 1972
- http://personalmemoir.wordpress.com/2009/02/18/adriano-galang-torres-jr-1-of-5/

| Personendaten    | Personendaten                    |
| ---------------- | -------------------------------- |
| NAME             | Torres, Adriano                  |
| ALTERNATIVNAMEN  | Torres, Adriano Galang jr.       |
| KURZBESCHREIBUNG | philippinischer Badmintonspieler |
| GEBURTSDATUM     | 1916                             |
| STERBEDATUM      | 11. Januar 1997                  |
| STERBEORT        | Manila                           |